# Odder (dyr)
 For alternative betydninger, se Odder. (Se også artikler, som begynder med Odder)
Odderen (Lutra lutra), også kaldet den europæiske odder, er et rovdyr i mårfamilien. Den forekommer i store dele af Europa og Asien. I Danmark er den mest almindelig i Midt- og Nordjylland. Odderen er tilpasset et liv i vand, hvor den især lever af fisk.

## Kendetegn
Odderen har en længde på indtil ca. 90 centimeter, hertil kommer en 40 centimeter lang hale. Den muskuløse hale fungerer som styre- og stabiliseringsorgan under svømningen. Skulderhøjden er ca. 25 til 30 centimeter. En hanodder vejer mellem 10 og 12 kg. Hunnen vejer mellem 5 og 8 kg. Odderen har en slank krop og en kraftig hale. Det er en fordel, når den skal bevæge sig hurtigt gennem vandet. Kroppen er udstrakt og cylindrisk, benene er korte, hovedet er rundt med en stump næse, og på halen befinder der sig lange følehår, som udgør et vigtigt sanseorgan i uklart vand. Tæerne er forbundet med svømmehud. Pelsen er mørkebrun. Strube, forhals og hovedets sider er hvidlige.
Odderens pels har på grund af den usædvanlige struktur en særlig virkningsfuld isolering mod kulde og fugt: hårene er, som i en lynlås, forbundet med mikroskopiske små kiler, der griber ind i hinanden. Der opstår en ekstraordinært tyk underuld, som fastholder de isolerende luftbobler, men som samtidigt også afviser vand. På grund af dette forbliver odderen tør og varm, selv om oddere til forskel fra delfiner, hvaler, isbjørne og sæler ikke har et tykt isolerende fedtlag. I alt beskytter 80 til 100 millioner hår odderen for varmetab; det er indtil 50.000 hår per kvadratcentimeter. Dens fældning foregår langsomt og i dens voksentid tilbringer den ca. 10 procent af sin tid med at pleje sin pels.
Odderen adskiller sig fra den nordamerikanske odder (Lontra canadensis) ved at have en kortere nakke, bredere ansigt med større afstand imellem ørerne og en længere hale.

## Systematik
Den præcise taksonomiske inddeling er endnu ikke endelig opklaret. Odderen, Lutra lutra, er en af mindst 9 forskellige arter i underfamilien Lutrinae. Eksempler på andre arter er asiatisk dværgodder og havodderen ved den nordamerikanske stillehavskyst.

## Udbredelse
Man finder odderen i næsten hele Europa, men ikke i Island, Færøerne og på Middelhavets øer. I Asien er den udbredt mod nord til den nordlige polarcirkel. Men den undgår de centralasiatiske stepper og ørkner. Den forekommer også i Japan og til Sundaøerne og i Marokko og Algeriet. I bjergområderne forekommer den indtil en højde af 2500 meter. Indenfor dens udbredelsesområder er den dog truet i mange regioner. I Mellemeuropa findes den endnu i større bestande i Tjekkiet, i det østlige Tyskland og i Bayerischer Wald såvel i et mindre antal i Østrig. Indenfor disse store udbredelsesområder er der beskrevet indtil 13 underarter.

### Dansk udbredelse
Odderen var i løbet af 1900-tallet tæt på at blive udryddet i Danmark. Trods en fredning i 1967 fandtes den i 1980'erne kun i Nordvestjylland og blev betragtet som det mest truede pattedyr i Danmark. En lang række miljømæssige tiltag, især naturgenopretninger af odderens levesteder, hjalp bestanden, så den nu er udbredt over hele Jylland. Odderen er desuden siden 2007 fundet på Fyn. Ved undersøgelser i 1995, 1996, 2000 og 2007 blev der også fundet klare beviser for tilstedeværelsen af odder på Vestsjælland og Nordvestsjælland. I dag er odderen igen i fremgang. Der er måske mellem 500 og 1000 oddere i Danmark, de fleste i Jylland.

## Levesteder
Dens foretrukne levesteder er lavvandede floder og åer med tilvoksede bredder og oversvømmede områder. Tilbagegangen af sådanne områder og jagt har ført til, at den nogle steder forsvandt eller blev meget sjælden. Den kan leve i alle arter af ferskvandområder, så længe vandet er klart og fiskerigt, og at der er muligheder for at gemme sig langs bredden. Odderen er overvejende tilknyttet vand med fisk. I Danmark drejer det sig mest om moser, søer og vandløb, men også i mindre grad langs saltvandskyster. Der findes ikke en fælles livsstil for oddere: De tilpasser sig efter omgivelserne, som f.eks. landskab og hvor uforstyrret området er, for at have den bedste mulighed for at overleve.

## Adfærd
Den forråder sin tilstedeværelse ved dens ellers godt camouflerede udgange og de udtrådte odderstier med odderopkast samt ved markeringssekret og bytterester. På den mudrede jord eller i sne kan man se dens fodspor og slæbesporet fra halen. Begge køn er stærkt territoriehævdende over for dyr af samme køn. De gennemsnitlige territorier er for hunner 2-4 km² vand og 1 til 3 kilometer vandløb, hannernes er betydeligt større. De kan være aktive både nat og dag. De hviler sig på land og er aktive i vandet. De er gode svømmere og dykkere, og kan holde sig under vand i otte minutter, hvis de ikke forstyrres. Når de svømmer rager kun hoved og hals op over vandet, mens resten af kroppen bliver under vandet.
Odderen graver sin hule tæt ved vandet. Indgangen ligger ca. 50 centimeter under vandoverfladen; hulen befinder sig over højvandsgrænsen og er derfor altid tør. En luftskakt forbinder den med omverdenen.
Han og hun er kun sammen i forbindelse med parringen. Hunnen er derfor alene om ungerne. De to køn kan dog mødes, hvis deres fourageringsområder overlapper. Hunnen er kønsmoden i en alder af omkring to år. Den er i løbetid i 14 dage ad gangen med 40 dages mellemrum året rundt. Odderen kan derfor have unger på alle årstider, dog oftest om sommeren. Hunnen er drægtig i cirka 61 dage. Ungerne fødes i en hule og normalt findes 2-3 unger i kuldet. Ungerne fødes blinde og åbner først øjnene efter omkring 30 dage. Dietiden varer omkring 55 dage, men de er afhængige af moderen i et år. Den lange fravænningstid kan være årsagen til, at hunnen kun får unger hvert andet år.
Odderen lever overvejende af fisk med en længde på 10-15 centimeter, som aborre, ål, skalle, karpe, laks, ørred, hundestejle og ålekvabbe, men også af mindre pattedyr, fugle, frøer, vandinsekter og krebsdyr. De mindre fisk æder den liggende i vandet, mens større fisk tages med på land.